# Rehber (Alevismus)
Rehber (türkisch, „Wegweiser, Führer“) ist in der islamischen Glaubensrichtung der Aleviten eine Person mit der Ehrenbezeichnung eines Dede. Ein Rehber assistiert dem Mürşit („spiritueller Lehrer“, Murschid) etwa bei Cem-Zeremonien. Normalerweise gibt es einen Rehber in jedem Dorf. Er überbringt Informationen an die Neuankömmlinge und bereitet sie für ihren Beitrag zum Pfad der Aleviten bzw. der Tarīqa vor.